# Недостаточность митрального клапана
Недостаточность митрального клапана (лат. insufficientia valvulae mitralis), или просто митральная недостаточность, также митральная регургитация — вид приобретённого порока сердца, нарушение функции митрального клапана, при котором во время систолы желудочков происходит обратный ток крови из левого желудочка в левое предсердие.
Самое распространенное осложнение пролапса митрального клапана.
Митральная недостаточность занимает первое место в структуре всех приобретённых клапанных пороков сердца в общей популяции и 1 место после аортального стеноза у госпитализированных пациентов.
Изолированная недостаточность митрального клапана встречается редко (у 2 % больных). Обычно митральная недостаточность сочетается со стенозом митрального клапана и/или с аортальными пороками сердца.

## Этиология
Недостаточность митрального клапана может быть вызвана острой ревматической лихорадкой, инфекционным эндокардитом, дегенеративными изменениями ткани клапана с отложением солей кальция, диффузными заболеваниями соединительной ткани, такими как ревматоидный полиартрит, системная красная волчанка, склеродермия, травматическим отрывом створки клапана.
Причинами относительной митральной недостаточности могут быть:
- расширение полости левого желудочка, в связи с этим створки митрального клапана не могут полностью закрыть предсердно-желудочковое отверстие;
- синдром пролабирования митрального клапана (во время систолы левого желудочка створки митрального клапана прогибаются в полость левого предсердия) ;
- дисфункция сосочков мышц в результате их ишемии, кардиосклероза;
- разрыв сухожильных хорд, соединяющих клапаны с сосочковыми мышцами;
- кальциноз клапанного фиброзного кольца, затрудняющий его сужение во время систолы желудочков[6].

## Патогенез
Из-за неполного смыкания створок митрального клапана происходит регургитация крови из левого желудочка в левое предсердие во время систолы желудочков. В левом предсердии накапливается большое количество крови, из-за чего развивается его дилатация. В левый желудочек поступает увеличенное количество крови, что так же приводит к дилатации, а затем и компенсаторной гипертрофии. Постепенно из-за растяжения кровью предсердия происходит повышение в нем давления и его гипертрофия. Порок длительное время компенсируется за счёт работы мощного левого желудочка.  Но со временем сократительная способность левого желудочка снижается, в полости левого предсердия повышается давление, которое ретроградно передается на легочные вены, капилляры, артериолы, возникает венозная («пассивная») лёгочная гипертензия, приводящая к умеренной гиперфункции и гипертрофии правого желудочка. С ростом давления в малом круге кровообращения и развитием дистрофических изменений в миокарде правого желудочка снижается его сократительная функция, что приводит к развитию застойных явлений в большом круге кровообращения. 

## Периоды течения
В течении порока можно выделить три периода:
Первый период: компенсация «клапанного» дефекта усиленной работой левого предсердия и левого желудочка. Это длительный период, в котором отсутствуют симптомы сердечной недостаточности, больные чувствуют себя хорошо. 
Второй период: развитие «пассивной» лёгочной гипертензии из-за снижения сократительной функции левых отделов сердца. Этот период длится, как правило, недолго, так как застойные явления в малом круге кровообращения быстро прогрессируют и правый желудочек не успевает приспособиться к новым условиям функционирования. В этот период появляются характерные симптомы нарушения кровообращения в малом круге в виде одышки (как при нагрузке, так и в покое), кашля, иногда кровохарканья и приступов  сердечной астмы.  
Третий период: правожелудочковая недостаточность со всеми характерными симптомами в виде увеличения печени, отёков и повышения венозного давления.  

## Диагностика
Диагностируется по систолическому шуму и характерному изменению тонов сердца при аускультации, признакам увеличения левого предсердия на электрокардиограмме, видимым на рентгенограмме изменениям в легких.
При помощи эхокардиографии выявляют:
- Изменения створок клапана (повреждение; уменьшение эластичности),
- Расхождение створок (увеличение размеров митрального отверстия),
- Отрыв папиллярной мышцы с пролабированием створки МК в полость левого предсердия (травма; ОИМ)

По величине струи регургитации выделяют 4 степени выраженности порока:
I степень - незначительная - длина струи регургитации до 4 мм (от основания створок митрального клапана).
II степень - умеренная, струя регургитации равна 4-6 мм.
III степень - средняя, струя регургитации равна 6-9 мм.
IV степень - выраженная, струя регургитации более 9 мм.

## Лечение
- Пластика митрального клапана предпочтительнее при первичной МР.
- Медикаментозная терапия или замена митрального клапана при вторичной МР.
- Антикоагулянты для пациентов с фибрилляцией предсердий.[3]

## Осложнения
Вызывает те же симптомы и признаки, что и острая сердечная недостаточность (одышка, утомляемость, слабость, отеки) и кардиогенный шок (гипотония с последующей полиорганной недостаточностью).
Может вызвать острый отек легких и кардиогенный шок или внезапную сердечную смерть.
Осложнения хронической МН включают постепенное увеличение левого предсердия (ЛП); увеличение ЛЖ и эксцентрическая гипертрофия, которая сначала компенсирует регургитацию (сохраняя ударный объем), а потом начинается декомпенсация, приводящая к снижению ударного объема; фибрилляция предсердий (ФП), которая, в свою очередь, может осложняться тромбоэмболией, и инфекционный эндокардит.